# Dreibornsköpfe
Die Dreibornsköpfe sind eine 547,6 m ü. NHN hohe Erhebung im Taunus. Sie sind Teil des Taunushauptkamms, über den hier die Grenze zwischen der Stadt Eltville am Rhein und der Gemeinde Kiedrich im hessischen Rheingau-Taunus-Kreis verläuft.
Am Berg befinden sich der Ringwall Dreibornskopf und die Fundamente des mittlerweile abgetragenen Förster-Harras-Turms.

## Geographie

### Lage
Die Dreibornsköpfe erheben sich im Rheingaugebirge, dem Westabschnitt des Hohen Taunus, und im Naturpark Rhein-Taunus. Ihr Gipfel liegt im Gebiet von Eltville 7,4 km nordwestlich der Eltviller Kernstadt, 4,2 km nordwestlich des Eltviller Stadtteils Rauenthal, 4,8 km nordnordwestlich vom Kernort der Gemeinde Kiedrich, sowie 1,5 km östlich von Hausen vor der Höhe und 2,2 km südsüdwestlich von Bärstadt, die beide zur Gemeinde Schlangenbad gehören, und 3 km westsüdwestlich des Schlangenbader Kernorts.
Zu den Nachbarbergen und -erhebungen der Dreibornsköpfe gehören der Galgenkopf (490,9 m) im Norden, Kopf (490,5 m) im Nordosten, der Hansenkopf (495 m) im Osten, die Bubenhäuser Höhe (267,6 m) im Südosten, der Erbacher Kopf (579,8 m) im Südwesten, der Rabenkopf (466,2 m) im Nordwesten, und der Hundskopf (503,8 m) im Nordnordwesten.
Als Kiedricher Flurnamen existieren: Obere, Mittlere und Untere Dreibornskopf.

### Naturräumliche Zuordnung
Die Dreibornsköpfe gehören in der naturräumlichen Haupteinheitengruppe Taunus (Nr. 30) und in der Haupteinheit Hoher Taunus (301) zur Untereinheit Rheingaugebirge (301.1). Nach Südosten fällt die Landschaft in die Untereinheit Eberbacher Schuttfuß (301.10) ab und nach Nordwesten in den Naturraum Südwestliche Seitzenhahner Mulde (304.41), der in der Haupteinheit Oberaarmulde (304.4) zur Untereinheit Westlicher Hintertaunus (304) zählt.

### Berghöhe und -gipfel
Die Dreibornsköpfe sind 547,6 m hoch. Während die Gipfelregion im Norden zu Eltville gehört, liegen die zwei südlich der Kammlinie sich auffächernden und etwa 500 m hohen Bergnasen mit ihren steilen Abhängen, die in den Kartenwerken als Dreibornsköpfe bezeichnet sind, in der Kiedricher Waldgemarkung. Etwa 1 km nördlich des Gipfels liegt im Walddistrikt Sauerwasserpfad ein 526,5 m hoher Ausläufer.

### Fließgewässer
Auf der Nordflanke der Dreibornsköpfe liegt südwestlich von Bärstadt die Quelle der später den Berg im Osten passierenden Walluf. Auf ihrer Ostflanke entspringt der kleine Bremserbach, dessen Wasser durch den im Nordosten quellenden Warmer Bach in die Walluf mündet. Auf der Südostflanke liegen die Quellen des Großen und Kleinen Buchwaldgrabens, deren vereintes Wasser den auf der Südflanke entspringenden Sülzbach speist. Auf dem Übergangsbereich zum südwestlich gelegenen Erbacher Kopf befindet sich die Quelle des Sillgrabens, dem linken Quellbach des Kiedricher Bachs. Walluf, Sülzbach und Kiedricher Bach münden in den Rhein. Auf der Nordseite vom Übergangsbereich zum Erbacher Kopf entspringt der Gladbach, und auf der Nordnordwestflanke der Fischbach. Das Wasser beider Bäche erreicht durch die Wisper den Rhein.

## Schutzgebiete
Die Landschaft der Dreibornsköpfe fällt nach Süden zum Naturschutzgebiet Weihersberg bei Kiedrich (CDDA-Nr. 166213; 1955 ausgewiesen; 93,77 ha groß) ab, das nahezu deckungsgleich mit dortigem Fauna-Flora-Habitat-Gebiet Weihersberg bei Kiedrich (FFH-Nr. 5914-301; 93,75 ha) ist.

## Ringwall Dreibornskopf
Etwas südwestlich unterhalb vom Gipfel der 498 m hohen südwestlichen Nase der Dreibornsköpfe liegt auf Kiedricher Gebiet auf etwa 490 m Höhe der Ringwall Dreibornskopf. Er befindet sich nahe Hausen vor der Höhe etwa 1,3 km südöstlich des Gebirgspasses der Landesstraße 3035. Eine Datierung der Anlage ist aufgrund der unklaren örtlichen Darstellung und dem Fehlen von Funden bis heute nicht möglich.

## Förster-Harras-Turm
Etwa 380 m südsüdöstlich des Ringwalls stand auf Kiedricher Gebiet oberhalb des Sillgrabens auf etwa 420 m Höhe der 1985 errichtete Förster-Harras-Turm, eine nach dem ehemaligen Kiedricher Förster Rudolf Harras benannte Holzkonstruktion. Der Turm wurde im November 2006 wegen baulicher Mängel abgetragen. Heute sind nur noch Fundamentreste vorhanden.

## Verkehr und Wandern
Südwestlich vorbei an den Dreibornsköpfen führt von Eltville am Rhein durch das Tal des Kiedricher Bachs und dessen Quellbachs Sillgraben durch Kiedrich die Landesstraße 3035, die überwiegend in Südost-Nordwest-Richtung verläuft und im Oberen Rheingau einen etwa 1,5 km westsüdwestlich des Berggipfels auf dem Taunushauptkamm liegenden Gebirgspass (ca. 510 m) überquert. Jenseits davon führt sie durch das passnahe Hausen vor der Höhe und von dort an im Tal des Gladbachs durch Ober- und Niedergladbach zum Tal der Wisper. In Hausen zweigt von der Straße die nördlich des Berges nach Bärstadt verlaufende L 3037 ab. 
Über die Nordflanke der Dreibornsköpfe, durch Hausen und südlich vorbei an Bärstadt führt der Europäische Fernwanderweg E3. Über den Berg und auf dem Taunushauptkamm verläuft der Rheinhöhenweg.